# Przełęcz pod Jaworzyną
Przełęcz pod Jaworzyną (1040 m) – przełęcz w Grupie Wielkiej Raczy w Beskidzie Żywiecko-Kisuckim, między szczytami Bugaja (1140 m) i Jaworzyny (1173 m). Grzbietem, na którym znajduje się przełęcz przebiega granica polsko-słowacka i Wielki Europejski Dział Wodny. Na północną (polską) stronę spływa spod przełęczy potok Śrubita, w południowo-wschodnim (na słowacką stronę) spływa potok Kašubova Kolíska.
Rejon przełęczy jest porośnięty lasem. Dawniej jednak istniała tutaj polana, zaznaczana jeszcze na mapach i widoczna poniżej przełęczy na zdjęciach lotniczych mapy Geoportalu. Przez przełęcz prowadzi szlak turystyczny.
Polskie stoki Przełęczy pod Jaworzyną znajdują się w granicach miejscowości Rycerka Górna w województwie śląskim, w powiecie żywieckim, w gminie Rajcza. W regionalizacji fizycznogeograficznej Polski według Jerzego Kondrackiego Grupa Wielkiej Raczy zaliczana jest do Beskidu Żywieckiego, w nowszej polskiej regionalizacji z 2018 roku do Beskidu Żywiecko-Kisuckiego, na Słowacji do Beskidu Kisuckiego.

## Szlaki turystyczne
odcinek: Wielka Racza – Śrubita – Bugaj – Przełęcz pod Jaworzyną – Jaworzyna – przełęcz Przegibek – Bania – Majcherowa – Przełęcz pod Rycerzową.